# ABC Punto Radio
ABC Punto Radio fou una cadena generalista de ràdio espanyola del grup Vocento. Va ser fundada el 2004 amb l'objectiu de fer-se un forat al costat de les grans cadenes del país (Cadena SER, COPE, Onda Cero i Radio Nacional de España). Les seves emissions regulars van començar el 6 de setembre de 2004 amb l'emissió de Protagonistas des de la històrica biblioteca del diari ABC. Després de tancar les emissions a Girona, Lleida i Tarragona el novembre de 2011, l'emissora va tancar definitivament el 14 de març de 2013, quan va passar a mans de Radio Popular, executant un acord que signat el 19 de desembre de 2012.
Emetia a diferents freqüències d'FM i també a través de la ràdio digital DAB pel múltiplex MF-II. En algunes províncies hi emetia una segona cadena amb el nom Punto Radio Música i Deporte Regional. Al seu accionariat hi participava el periodista Luis del Olmo i TV Castilla y León.

## Programació

### Programes generalistes
La principal "estrella" sobre la qual ABC Punto Radio basa la seva programació és Luis del Olmo, que a més d'una de les principals estrelles de la cadena és accionista d'aquesta. Del Olmo dirigeix i presenta el magazine d'actualitat Protagonistas des de fa més de 30 anys i amb més de 10.000 edicions en antena.
El gener de 2006, la periodista gallega Júlia Otero es va incorporar al programa per presentar-hi la darrera hora. A partir de la temporada 2006/2007, Otero va presentar les dues últimes hores del magazine, de 10 a 12 del migdia. Al setembre de 2007, Punto Radio va fitxar María Teresa Campos per cobrir el buit de Júlia Otero, que va ser fitxada per Onda Cero.
María Teresa Campos, va començar la temporada amb la 'bomba informativa' de la ruptura dels Ducs de Lugo. El setembre de 2009, es va fer càrrec del primer tram de Protagonistas el periodista Félix Madero, de 6.00 a 9.30 h, amb l'emissió d'un informatiu realitzat pels Serveis Informatius de Punto Radio. A partir de dos quarts de deu, i fins a les 12.00, Luis del Olmo presenta el programa.
A partir de les 8.30 del matí comença una tertúlia en què participen periodistes de diverses tendències polítiques, als que a partir de les 9 del matí s'hi sumen els oients del programa. Entre els tertulians del programa hi figuren periodistes com Isabel San Sebastián, María Antonia Iglesias, Javier Nart, Alfonso Rojo... A més, Protagonistas compta amb l'espai d'humor El Jardín dels Bonsáis en què els divendres es repassa en clau irònica l'actualitat de la setmana.
A les 9.30 del matí arriba el torn de Luis del Olmo amb el repàs a altres assumptes de la jornada amb les veus dels seus protagonistes.
A partir de les 12 del migdia, Protagonistas pren un rumb diferent en encarregar cada emissora local de Protagonistas Local. El periodista Jaume Segalés és l'encarregat de dirigir el magazine "Protagonistas Madrid".
Durant la temporada 2005-2006, Concha García Campoy presentava Campoy en su Punto, un magazine vespertí d'actualitat però, a causa de les baixes quotes d'audiència, la presentadora va ser relegada per Ramón García.
A la temporada 2008-2009 Ana García Lozano es va fer càrrec de les tardes amb el seu programa "Queremos Hablar" continuant en l'actualitat de dilluns a divendres de 16.00 a 19.00 h.

### Programes esportius
La programació esportiva de la cadena es resumeix en dos noms El Mirador i El Mirador de la Liga. El primer espai està dirigit i presentat pel cap d'esports de la cadena, Agustín Castellote, i s'emet de diumenge a divendres de 0.00 a 1.30. El Mirador és un espai d'informació esportiva nocturn amb format de tertúlia i El Mirador de la Liga, que ha començat a emetre a la temporada 2005/2006 és un espai tipus carrusel destinat a les retransmissions futbolístiques de cap de setmana, està dirigit i presentat per Ángel González Ucelay.
El comunicador Fernando Martínez "Fernandisco" exerceix d'animador en les retransmissions esportives en les quals el periodista Alberto Vargas, substitut habitual de Castellote, sol ocupar-se de la narració, quan un dels contendents és el Reial Madrid. En el cas dels partits que disputa el Barcelona, Quim Domènech s'encarrega de la narració.

### Programes informatius
La informació a Punto Radio va a càrrec dels serveis informatius dirigits per Javier Fernández Arribas. Entre els membres de la redacció destaquen els noms de José Miguel Azpiroz, Myriam Noblejas, Iñigo Martínez Redín i Juan de Dios Doval, coneguts per la seva llarga experiència en altres mitjans com Onda Cero i la Cadena COPE. El periodista Fernando Latienda és el responsable d'economia. José Antonio Piñero és el responsable de la informació en el cap de setmana. A la temporada 2007/2008, el subdirector dels serveis informatius José Miguel Azpiroz prenia el relleu del director dels informatius, Javier Fernández Arribas, amb l'espai Primera Plana. La informació nacional, internacional, econòmica, de societat i cultural tenen el seu espai entre les 14.00 i les 15.05 hores amb 20 minuts per a la informació regional i local. Durant el cap de setmana, Jose Antonio Piñero dirigeix Primera Plana Fin de Semana en la seva edició de dissabte i diumenge a les 7 del matí i 14 hores, així com una actualització-resum del cap de setmana a les 11 de la nit del diumenge.
L'espai nocturn De Costa a Costa és dirigit per la periodista Pepa Sastre. Es tracta d'un informatiu nocturn a l'ús en el qual s'inclou un espai dedicat a l'economia i un altre a l'anàlisi i el debat. Entre els seus tertulians hi ha Victoria Prego, José Antonio Zarzalejos, José Apezarena, Antonio Camacho, Edurne Uriarte o Carmen Remírez de Ganuza.